# Lac Sakami
Der Lac Sakami ist ein Stausee in der kanadischen Provinz Québec.
Er hat eine Tiefe von bis zu 113 m und liegt auf einer Höhe von 186 m. Er besitzt eine Fläche von 738 km². Lac Sakami liegt wenige Kilometer südlich des Réservoir Robert-Bourassa und dient als einer dessen Wasserspeicher. Ein Wehr reguliert den Abfluss.
Der ursprüngliche See Lac Sakami hatte eine Wasserfläche von 533 km². Der Fluss Rivière Sakami durchfließt den See und bildet den Abfluss zum nahegelegenen Réservoir Robert-Bourassa. Das Wasser der südlich gelegenen Stauseen Réservoir de l’Eastmain 1 und Réservoir Opinaca wird größtenteils über Lac Boyd, Rivière Boyd, Lac Sakami und Rivière Sakami zum Réservoir Robert-Bourassa umgeleitet.